# Yenişehir
Yenişehir is een Turks district in de provincie Bursa en telt 51.227 inwoners (2007). Het district heeft een oppervlakte van 785,4 km².
De bevolkingsontwikkeling van het district is weergegeven in onderstaande tabel.
| 1997   | 2000   | 2007   |
| ------ | ------ | ------ |
| 51.572 | 54.835 | 51.227 |